# Музичук Василь Опанасович
Василь Опанасович Музичу́к (нар. 8 січня 1930, Стара Котельня — пом. 10 листопада 1996, Київ) — український художник декоративного розпису на порцеляні; заслужений майстер народної творчості УРСР з 1977 року.

## Біографія
Народився 8 січня 1930 року в селі Старій Котельні (тепер Бердичівський район Житомирської області, Україна). 1954 року закінчив Київське училище прикладного мистецтва (викладач Пелагея Глущенко). У 1956–1980 роках працював на Київському експериментальномуий кераміко-художньому заводі. Потім на творчій роботі.
Помер в Києві 10 листопада 1996 року.

## Творчість
В стилі українського народного мистецтва:
- розписував порцелянові вази: «Ранок» (1975); «Чарівні птахи» (1977);
- декорував квітами ювілейні вази з портретами керівників СРСР, які виконував Володимир Лапін.

Експонував роботи на всеукраїнських, всесоюзних та зарубіжних (Лейпциг, 1978) мистецьких виставках. Деякі твори зберігаються в музеях України.